# Referendum in Haiti 1961
Das Referendum in Haiti 1961 fand am 30. April 1961 statt. Die Einwohner Haitis waren aufgerufen, die Amtszeit des Diktators François Duvalier zu verlängern.

## Hintergrund
François Duvalier war im September 1957 mit rund 70 Prozent der Stimmen zum Präsidenten von Haiti gewählt worden. Die Amtszeit war gemäß der geltenden Verfassung befristet. Erst im Rahmen eines Verfassungsreferendums im Jahr 1964 ließ sich Duvalier zum Präsidenten auf Lebenszeit machen.
Zunächst ging es dem autokratischen Machthaber darum, eine tatsächliche Präsidentschaftswahl zu vermeiden. Da es außer seiner eigenen Parti de l’Unité National keine anderen zugelassenen Parteien gab und das Parlament vollständig mit eigenen Parteigängern besetzt war, die Verfassung jedoch Wahlen vorschrieb, wählte er den Weg einer Volksabstimmung, um seine Herrschaft zu legitimieren.
Am 30. April 1961 fanden gleichzeitig Wahlen zum Parlament statt.

## Ergebnis und Folgen
Als offizielles Ergebnis wurden 1.320.748 „Ja“-Stimmen für den Verbleib Duvaliers im Amt bekanntgegeben. Gegenstimmen gab es demnach nicht.
Die Abstimmung wurde von damaligen Beobachtern wie auch in der Literatur als betrügerisch bezeichnet.
Die New York Times wird bei Elizabeth Abbott mit dem Kommentar zitiert:

„Latin America has witnessed many fraudulent elections throughout its history but none has been more outrageous than the one which has just taken place in Haiti.“

„Lateinamerika hat im Laufe seiner Geschichte viele Wahlfälschungen erlebt, aber keine war so empörend wie die, die gerade in Haiti stattgefunden hat.“